# Виборчий округ 157
Виборчий округ 157 — виборчий округ в Сумській області. В сучасному вигляді був утворений 28 квітня 2012 постановою ЦВК №82 (до цього моменту існувала інша система виборчих округів). Окружна виборча комісія цього округу розташовується в приміщенні Сумської міської ради за адресою м. Суми, пл. Незалежності, 2.
До складу округу входять Ковпаківський район та частина Зарічного району (західний берег річки Псел та територія на північ від озера Чеха) міста Суми. Виборчий округ 157 оточений округом 158 з усіх сторін, тобто є анклавом. Виборчий округ №157 складається з виборчих дільниць під номерами 590884-590895, 590926-590943, 590947-591008 та 591010-591016.

## Народні депутати від округу
| Ім'я                       | Фото | Партія         | Скликання | Дата набуття повноважень | Дата припинення повноважень |
| -------------------------- | ---- | -------------- | --------- | ------------------------ | --------------------------- |
| Медуниця Олег Вячеславович |      | Батьківщина    | 7-ме      | 12 грудня 2012           | 27 листопада 2014           |
| Медуниця Олег Вячеславович |      | Народний фронт | 8-ме      | 27 листопада 2014        | 29 серпня 2019              |
| Рябуха Тетяна Василівна    |      | Слуга народу   | 9-те      | 29 серпня 2019           |                             |

## Результати виборів

### Парламентські

#### 2019
Кандидати-мажоритарники:
- Рябуха Тетяна Василівна (Слуга народу)
- Чмирь Юрій Павлович (самовисування)
- Медуниця Олег Вячеславович (самовисування)
- Соколов Олександр Олегович (самовисування)
- Войтенко Володимир Володимирович (Батьківщина)
- Кисіль Андрій Юрійович (самовисування)
- Сокур Денис Володимирович (самовисування)
- Сурженко Микола Андрійович (самовисування)
- Волошина Ольга Михайлівна (самовисування)
- Гордієнко Володимир Володимирович (самовисування)
- Гапченко Валерій Володимирович (самовисування)
- Рева Оксана Вікторівна (Аграрна партія України)
- Качанов Сергій Вікторович (самовисування)
- Павловський Василь Григорович (самовисування)
- Березкін Максим Станіславович (самовисування)

#### 2014
Кандидати-мажоритарники:
- Медуниця Олег Вячеславович (Народний фронт)
- Клочко Сергій Володимирович (самовисування)
- Савченко Сергій Вікторович (самовисування)
- Шилов Володимир Олександрович (Батьківщина)
- Науменко Ігор Вікторович (Радикальна партія)
- Свідлов Юрій Іванович (самовисування)
- Макарюк Олексій Васильович (самовисування)
- Терещенко Володимир Олексійович (самовисування)
- Науменко Сергій Іванович (Сильна Україна)
- Бабенко Ігор Анатолійович (Ліберальна партія України)
- Ананченко Олег Миколайович (Зелена планета)
- Лазарєв Володимир Миколайович (самовисування)
- Ходзюк Юрій Феодосійович (самовисування)
- Цира Наталія Сергіївна (самовисування)

#### 2012
Кандидати-мажоритарники:
- Медуниця Олег Вячеславович (Батьківщина)
- Єпіфанов Анатолій Олександрович (самовисування)
- Мовчан Олексій Леонідович (Партія регіонів)
- Маркевич Валентина Володимирівна (самовисування)
- Тєлєтов Олександр Сергійович (Комуністична партія України)
- Мотречко Віра Володимирівна (самовисування)
- Федина Олексій Миколайович (Зелені)
- Шестак Олег В'ячеславович (Україна — Вперед!)
- Коробка Олександр Степанович (Народна партія)
- Мордовець Леонід Михайлович (Соціалістична партія України)
- Ананченко Олег Миколайович (самовисування)
- Юрченко Володимир Сергійович (самовисування)
- Перчаков Олександр Григорович (самовисування)
- Матвєєнко Євген Георгійович (самовисування)

## Явка
Явка виборців на окрузі: